# I'm Only Dancing (The Soul Tour 74)
I'm Only Dancing (The Soul Tour 74) è un album live del cantautore britannico David Bowie, registrato il 20 ottobre e il 30 novembre 1974 durante la seconda parte del Diamond Dogs Tour, venne pubblicato per la prima volta solo il 29 agosto 2020 in occasione del Record Store Day, dapprima limitatamente in formato vinile su due LP, e poi più diffusamente in formato compact disc.

## Il disco

### Antefatto
Bowie supportò il suo ottavo album in studio Diamond Dogs con il Diamond Dogs Tour, la prima parte del quale si svolse dal 14 giugno al 20 luglio 1974. Il tour includeva un'elaborata scenografia opera di Chris Langhart costata 250,000 dollari. Pellicole che influenzarono le scenografie furono Metropolis (1927) di Fritz Lang e Il gabinetto del dottor Caligari (1920) di Robert Wiene. La seconda parte del tour, dal 2 settembre al 1º dicembre 1974, è stata soprannominata "The Soul Tour", a causa dell'influenza della musica soul che Bowie aveva cominciato a registrare per Young Americans in agosto. A causa di ciò, gli show subirono grossi cambiamenti, senza più scenografie elaborate, e con un approccio da parte di Bowie più improntato all'esplorazione del nuovo "sound" che stava creando. Oltre al cambiamento di qualche musicista sul palco, le canzoni suonate durante la prima trance del tour furono quasi tutte accantonate in favore del nuovo materiale. Estratti dal tour erano stati già pubblicati in precedenza nei dischi dal vivo David Live e Cracked Actor (Live Los Angeles '74), pubblicati rispettivamente nel 1974 e nel 2017.

### Registrazione
La maggior parte di I'm Only Dancing (The Soul Tour 74) venne registrato il 20 ottobre 1974 presso il Michigan Palace di Detroit, Michigan, mentre tre brani, inclusi Knock on Wood e i medley Footstompin' / I Wish I Could Shimmy Like My Sister Kate / Footstompin' e Diamond Dogs / It's Only Rock 'n Roll (But I Like It) / Diamond Dogs furono incisi il 30 novembre 1974 al Municipal Auditorium di Nashville, Tennessee. Secondo Rolling Stone, la copertina del disco riflette il design originale dei programmi delle due date del tour.

## Tracce
CD 1
1. Introduction / Memory of a Free Festival
2. Rebel Rebel
3. John, I'm Only Dancing (Again)
4. Sorrow (Bob Feldman, Jerry Goldstein, Richard Gottehrer)
5. Changes
6. 1984
7. Moonage Daydream
8. Rock 'n' Roll with Me (Bowie, Warren Peace)
9. Love Me Do / The Jean Genie (Lennon–McCartney, Bowie)
10. Young Americans

CD 2
1. Can You Hear Me?
2. It's Gonna Be Me
3. Somebody Up There Likes Me
4. Suffragette City
5. Rock 'n' Roll Suicide
6. Panic in Detroit
7. Knock on Wood (*) (Eddie Floyd, Steve Cropper)
8. Footstompin' / I Wish I Could Shimmy Like My Sister Kate / Footstompin' (*) (Aaron Collins, Ande Rand, Armand Piron, Clarence Williams)
9. Diamond Dogs / It's Only Rock 'n Roll (But I Like It) / Diamond Dogs (*) (Bowie, Jagger–Richards)

Registrato al Michigan Palace, Detroit, 20 ottobre 1974.

Tracce indicate con * registrate al Municipal Auditorium, Nashville, 30 novembre 1974.

## Formazione
- David Bowie – voce, chitarra acustica a 12 corde, armonica
- Earl Slick – chitarra
- Carlos Alomar – chitarra
- Mike Garson – piano, Mellotron
- David Sanborn – sax alto, flauto
- Pablo Rosario – percussioni
- Emir Ksasan – basso
- Dennis Davis – batteria
- Warren Peace – cori
- Anthony Hinton – cori
- Luther Vandross – cori
- Ava Cherry – cori
- Robin Clark – cori
- Diane Sumler – cori